# Organická redoxní reakce

Birchova redukce

Organické redoxní reakce jsou redoxní reakce probíhající u organických sloučenin. Organické oxidace a redukce se liší od běžných redoxních reakcí, protože u mnoha z nich ve skutečnosti nedochází k přenosu elektronu v elektrochemickém smyslu slova. Mezi organické oxidace se místo toho řadí reakce, kdy dochází k navázání kyslíku a/nebo odštěpení vodíku.
Jednotlivé funkční skupiny lze seřadit podle rostoucích oxidačních čísel atomů uhlíku:
| oxidační číslo | sloučeniny                                     |
| -------------- | ---------------------------------------------- |
| −4             | methan                                         |
| −3             | alkany                                         |
| −2, −1         | alkany, alkeny, alkoholy, halogenalkany, aminy |
| 0              | alkyny, geminální dioly                        |
| +1             | aldehydy                                       |
| +2             | chloroform, kyanovodík, ketony                 |
| +3             | karboxylové kyseliny, amidy, nitrily           |
| +4             | oxid uhličitý, tetrachlormethan                |

Při oxidaci methanu na oxid uhličitý se oxidační číslo uhlíku zvýší z −4 na +4.
K častým redukcím patří například přeměny alkenů na alkany, z oxidací jsou časté například oxidace alkoholů na aldehydy. Při oxidacích se ze substrátů odstraňují elektrony, tím se snižuje elektronová hustota na molekule. U redukcí nastává zvýšení elektronové hustoty po dodání elektronů na molekulu. Uvedená označení se vždy vztahují k organické sloučenině, například reakce ketonu s hydridem lithnohlinitým se popisuje jako redukce ketonu, ovšem ne jako oxidace hydridu. Při řadě oxidací se z organických molekul odštěpují atomy vodíku, podobně bývají při redukcích často navazovány.
Mnoho reakcí označovaných jako redukce se objevuje i v jiných skupinách, například přeměny ketonů na alkoholy hydridem lithnohlinitým lze popsat jako redukce, ovšem hydrid je také dobrým nukleofilem a tak tyto reakce rovněž patří mezi nukleofilní substituce. Mnoho redoxních organických reakcí má mechanismus odpovídající párovacím reakcím, s radikálovými meziprodukty. Pravé redoxní organické reakce se objevují při elektrochemických organických syntézách; v elektrochemických článcích probíhá například Kolbeho elektrolýza.
Při disproporcionacích se substrát zároveň oxiduje a redukuje za vzniku dvou různých sloučenin.
Asymetrické redukce a asymetrické oxidace mají velký význam v asymetrické syntéze.

## Příklady

### Organické oxidace
Nejčastějšími oxidačními činidly u organických reakcí jsou vzduch a kyslík. Patří sem například syntézy významných sloučenin, zneškodňování znečišťujících látek a hoření.
Organické oxidace mohou probíhat jedním z těchto mechanismů:
- Přenos elektronu
- Oxidace kyselinou chromovou nebo oxidem manganičitým přes esterové meziprodukty
- Přesuny atomů vodíku, jako při radikálových halogenacích
- Oxidace pomocí ozonu (ozonolýzy) nebo peroxosloučenin, jako jsou peroxokyseliny
- Eliminační oxidace, například Swernova a Kornblumova oxidace a reaktanty, jako například kyselina jodoxybenzoová a Dessův–Martinův perjodinan
- Oxidace nitroxidovými radikály Frémyovou solí nebo 2,2,6,6-tetramethylpiperidin-1-yl)oxidanylem (TEMPO)

### Organické redukce
Organické redukce mají také několik možných mechanismů:
- Jednoelektronové redukce, například Birchova redukce.
- Přesun hydridových iontů, sem patří mimo jiné reakce s hydridem lithnohlinitým a Meerweinovy–Ponndorfovy–Verleyovy redukce.[4]

- Hydrogenace, katalyzované například Raneyovým niklem nebo oxidem platičitým a jiné podobné redukce, například Rosemundova.
- Disproporcionace, sem patří kromě jiných Cannizzarova reakce

Existují také redukce neprobíhající žádným z uvedených mechanismů, jako je Wolffova–Kižněrova redukce.

### Oxidace funkčních skupin
- Oxidace primárních alkoholů na aldehydy
- Oxidace primárních alkoholů na karboxylové kyseliny
- Oxidace sekundárních alkoholů na ketony

### Redukce funkčních skupin
- Redukce karbonylových sloučenin
- Redukce amidů
- Redukce nitrilů
- Redukce nitrosloučenin
- Redukce iminů a Schiffových zásad